# Бану Куда
Куда'а (арапски: قضاعة‎/ALA-LC: Quḍāʿa) су били група арапских племена са нејасним родословним пореклом, са традиционалним арапским генеалогистима који су навели своје порекло од Ма'адд, Химјара или обоје.

## Порекло
Порекло Куда'а је нејасно, а тврдње средњоевропских арапских родословаца су контрадикторне.Неки су тврдили да је Куда'а, прогнаник племена, био син Ма'ада, чинећи племе северних Арапа или потомком Химјара (јужне Арапске земље), заснивајући своје тврдње на предањима и цитатима приписаним исламском пророку Мухамеду. Међу овим наводним исказима Мухамеда било је да је Ма'аддова куња била Абу Куда'а ("Отац Куда'а") или да је изричито изјавио да је Куда био потомак Химјара. Неке средњевековне традиције хармонизовале су ове наизглед контрадикторне тврдње тврдећи да је Кудаова мајка била супруга Малика ибн 'Амр ибн Мура ибн Малик ибн Химјара и да се касније удала за Ма'адд, доводећи Куду с њом; тако да је Куда'а постао познат као син Ма'адда, иако није биолошки. Ову традицију подржава Ибн Абд Рабих, који даље напомиње да је "Куда'а" епитет који значи "леопард", а стварно име прогнитеља је "Амр. Друге традиције сматрају да су у време појаве Омејада племена Куда'а прихватила своје порекло од Ма'адда, али под политичким притиском и митом добијеним од омејадског калифа Муавије, због чега су пребацивали своју традиционалну линију спуштања на Химјар , тако што су прихватили јужни арапски идентитет у историјској подели арапских племена дуж јужних и северних линија.

## Под-племена
Главна под-племена Куда су били Џухајна, Бану Калб, Бали, Бахра, Хушаин, Џарм, Удра, Бану ел-Кајн и Салих. Племена Танук, Хавлан и Махра понекад су забележена као део Куда'а, али неки родословци оспоравају њихову повезаност са племеном. Током времена, нека племена из Куда'а су се придружила другим конфедерацијама, преузеле различит педигре и промениле племенски идентитет.